# Dschaʿfar as-Sādiq

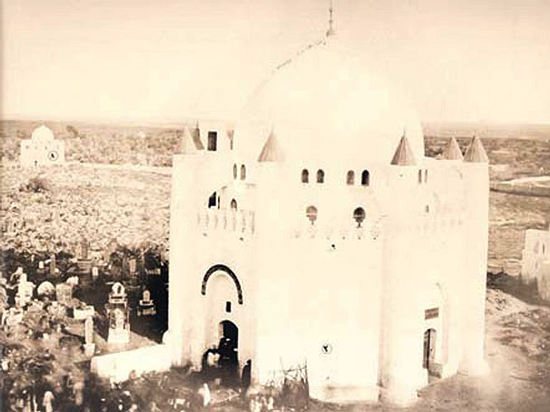
Das Mausoleum der Ahl al-bait auf dem Baqīʿ-Friedhof in Medina, unter dem sich Dschaʿfar as-Sādiqs Grab befinden soll, vor der Zerstörung durch die Wahhabiten 1926

Abū ʿAbd Allāh Dschaʿfar ibn Muhammad as-Sādiq (arabisch ابو عبد الله جعفر بن محمد الصادق, DMG Abū ʿAbd Allāh Ǧaʿfar ibn Muḥammad aṣ-Ṣādiq; * 699/700 oder 702/703 in Medina; † 765) war der sechste Imam der Imamiten. Die Ismailiten verehren ihn als ihren fünften Imam.  Die zwölfer-schiitische Rechtsschule wird nach ihm als Dschaʿfarīya bezeichnet, wenn auch nur wenige Regeln unmittelbar auf ihn zurückführbar sind. Sunniten ehren ihn als Rechtsgelehrten und überliefern von ihm Hadithe und seine eigene Aussagen.

## Leben
Dschaʿfar war der Sohn von Muhammad ibn ʿAlī al-Bāqir und Umm Farwa, einer Großenkelin von Abū Bakr. Er lebte die meiste Zeit seines Lebens in Medina und baute dort als Hadith-Gelehrter und Rechtsgelehrter einen Kreis von Schülern um sich auf, zu denen auch Abū Hanīfa, Mālik ibn Anas und Wāsil ibn ʿAtā' gehörten. Dschaʿfar vertrat eine gelehrte Form des Imamats ohne politische Ambitionen. Während des Aufstands von Zaid ibn ʿAlī im Jahre 740 verhielt er sich passiv. Auch nach dem Tod von al-Walīd II., als die meisten Schiiten eine Machtübernahme der Aliden erwarteten, blieb er neutral. Selbst während des hasanidischen Aufstands von Muhammad an-Nafs az-Zakīya im Jahre 762, der von vielen Schiiten unterstützt wurde, wahrte er Neutralität, weswegen er und die Husainiden von dem abbasidischen Kalifen al-Mansūr in Ruhe gelassen wurden.
Die meisten von Dschaʿfars schiitischen Anhängern lebten in Kufa. Zu diesen gehörte auch der extreme Schiit Abū l-Chattāb, der ihn als eine göttliche Inkarnation verehrte und nach einem Aufstand 755/56 hingerichtet wurde. Auch der imamitische Kalām-Gelehrte Hischām ibn al-Hakam hielt sich in seiner Jugendzeit im Umkreis von Dschaʿfar auf.
Dschaʿfar hatte fünf Söhne: Ismāʿīl und ʿAbdallāh von seiner hasanidischen Frau Fātima sowie die erheblich jüngeren Söhne Muhammad, Mūsā und Ishāq von seiner Sklavin Hamīda. Als Nachfolger designierte er seinen ältesten Sohn Ismāʿīl, doch starb dieser noch vor seinem eigenen Tod. Dies führte unter den Anhängern Dschaʿfars zu einer Absetzbewegung, denn einige meinten, dass ein wahrer Imam sich nicht irren könne. Dschaʿfar verteidigte sich damit, dass eine göttliche Willensänderung (badāʾ) eingetreten sei, die er nicht voraussehen konnte. Die Anhänger, die sich von ihm abgewandt hatten, hielten dies jedoch für eine Ausrede.

## Aufspaltung der Anhängerschaft nach seinem Tod
Dschaʿfar wurde auf dem Baqīʿ-Friedhof in Medina in dem Grab seiner Vorfahren beigesetzt. Nach der Darstellung an-Naubachtīs spaltete sich die Anhängerschaft Dschaʿfars nach seinem Tod in sechs Gruppen:
- die erste Gruppe leugnete seinen Tod und meinte, dass er als der Mahdi mit dem Schwert zurückkommen werde, um die Herrschaft über die Menschen zu übernehmen. Diese Gruppe wurde nach ihrem Anführer Nāwūsīya genannt.
- eine zweite Gruppe übertrug ihre Hoffnungen auf Dschaʿfars Sohn Ismāʿīl, leugnete dessen Tod und behauptete, dass ihn sein Vater in Wirklichkeit nur aus Furcht verborgen habe, damit er als Qā'im wiederkehre. Diese Gruppe wurde als die „reine Ismāʿīlīya“ (al-Ismāʿīlīya al-ḫāliṣa) bezeichnet.
- die dritte Gruppe behauptete, dass das Imamat nach Dschaʿfars Tod auf seinen Enkel Muhammad übergegangen sei, den Sohn Ismāʿīls mit einer Sklavin. Die Anhänger dieser Lehrmeinung wurden nach ihrem Anführer als Mubārakīya bezeichnet.
- die vierte Gruppe führte das Imamat über Dschaʿfars Sohn Muhammad und dessen Nachkommen fort, weil sie meinte, dass Dschaʿfar ihn schon in Kindesalter als seinen Nachfolger auserwählt habe. Die Gruppe wurde nach ihrem Anführer Yahyā ibn Abī Schumait als Schumaitīya bezeichnet.
- die fünfte Gruppe, die anfangs sehr zahlreich war, erkannte nach Dschaʿfars Tod seinen Sohn ʿAbdallāh als Imam an, weil er damals der älteste noch lebende von seinen Söhnen war. Allerdings starb ʿAbdallāh schon siebzig Tage nach Dschaʿfars Tod, so dass sich viele Anhänger dieser Gruppe der sechsten Gruppe anschlossen. Diejenigen, die ʿAbdallāh weiter in die Zählung der Imame einschlossen, wurden al-Futhīya genannt, nach ʿAbdallāhs Beinamen al-Aftah ("der Breitnasige").
- die sechste Gruppe lehnte das Imamat ʿAbdallāhs aufgrund von dessen Ungelehrtheit und Arroganz von Anfang an ab und lehrte, dass Dschaʿfars Sohn Mūsā der rechtmäßige Imam sei. Zu dieser Gruppe gehörten besonders viele gelehrte Schiiten wie der Theologe Hischām ibn al-Hakam.[4]

Während sich aus der Mubārakīya später der Hauptstrom der Ismāʿīlīya entwickelte, die das Imamat in der Nachkommenschaft Muhammads weiterführt und Ismāʿīl als ihren sechsten Imam betrachtet, hat sich aus der sechsten Gruppe später die Zwölfer-Schia entwickelt.
Dschaʿfar as-Sādiq wurde auf dem Baqīʿ-Friedhof begraben. Sein Grab, wie viele andere, wurde 1925 durch die saudische Regierung zerstört.